# Пирава
Пирава (мкд. Пирава, тур. Pirova) је насеље у Северној Македонији, у југоисточном делу државе. Пирава је насеље у оквиру општине Валандово.

## Географија
Пирава је смештена у југоисточном делу Северне Македоније. Од најближег града, Валандова, село је удаљено 3 km западно.
Село Пирава се налази у историјској области Бојмија. Село је положено у долини Вардара, на приближно 100 метара надморске висине. Околина насеља је на равничарска и плодно пољопривредно подручје,
Месна клима је измењена континентална са значајним утицајем Егејског мора (жарка лета).

## Становништво
Пирава је према последњем попису из 2002. године имало 1.844 становника, а 1994. 1.831 становника.
| Националност | Становника |
| Македонци    | 1827       |
| Албанци      | 0          |
| Турци        | 0          |
| Роми         | 8          |
| Цинцари      | 0          |
| Срби         | 9          |
| остали       | 0          |

Претежна вероисповест месног становништва је православље.